# Панта Драшкић
Пантелија Драшкић — Панта (Ужице, 30. новембар 1881 — Београд, 22. август 1957) био је официр српске војске, пешадијски бригадни генерал Војске Краљевине Југославије, канцелар краљевских ордена и министар рада у Влади народног спаса Милана Недића од 29. августа до 7. октобра 1941.

## Биографија
У периоду од 1913. до 1917. године био је ордонанс регента Александра Карађорђевића. Тада је смењен са положаја, после Солунског процеса, због ранијег припадања организацији „Црна рука”.
Активна служба у ЈВ престала му је 1936. године. Од 1937. до 1941. био је Канцелар ордена. После образовања Владе народног спаса постављен је за министра рада. Ражалован је губитком чина 1941. године због приступања Недићевој влади. Драшкић је септембра 1941. у Коларчевом универзитету одржао два састанка са официрима и подофицирима бивше југословенске војске позивајући их да ступе у Недићеве формације за борбу против партизана. Драшкић је био једини члан неке од квислиншких влада у окупираној Србији, који је у личним заузимањем учествовао у спашавању прогоњених Јевреја. Спасио је свог класног друга, пуковника Аврама Бераху и његову супругу, на основу уверења овереног од стране окупационих власти да се брачни пар Бераха изузима из противјеврејских прописа. Након реконструције Владе народног спаса стављен је на располагање. Прикључио се Југословенској војсци у отаџбини и 1943. године, враћен му је чин. После рата осуђен је на временску казну и тиме је једини члан неке од квислиншких влада на територији Југославије који је доспео у домашај послератних власти, а да му је поштеђен живот.
Његов унук је редитељ Љубомир Драшкић. Написао је књигу „Моји мемоари” која је објављена 1990. године.